# 戸畑祇園大山笠

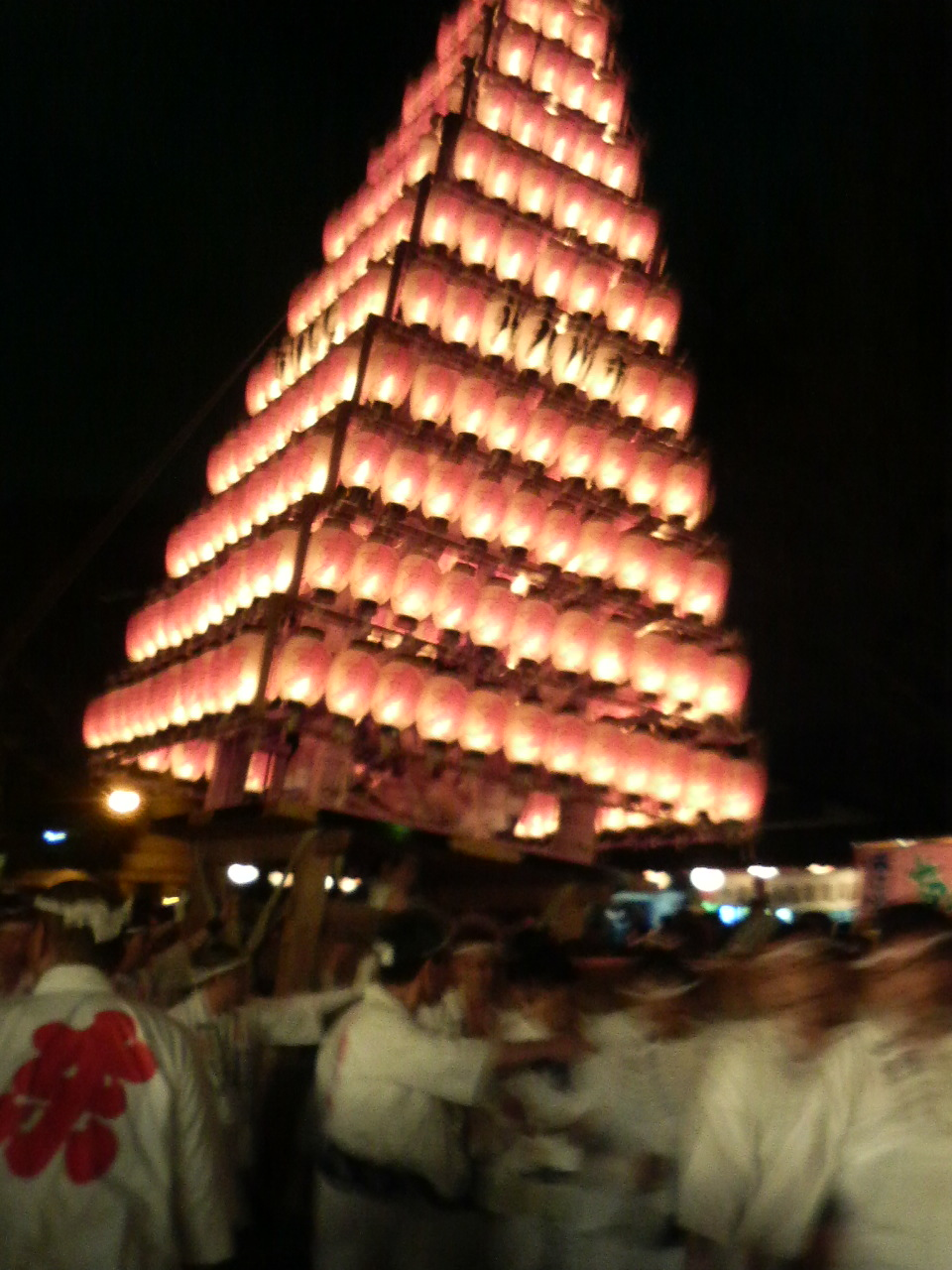
提灯大山笠（東大山笠）

戸畑祇園大山笠（とばたぎおんおおやまがさ）は、福岡県北九州市戸畑区にて毎年7月第4土曜日を挟む3日間で行われる祭り。
博多祇園山笠、小倉祇園太鼓とともに福岡県夏の三大祭りの一つとされ、大競演会には毎年十数万人の観衆が訪れる。国の重要無形民俗文化財に指定されている。

## 歴史
江戸時代後期の1802年（享和2年）、戸畑地区に疫病が蔓延した際に、神社に祈祷したところ成功を収め、このことを喜んだ村人たちが翌年の1803年（享和3年）に須賀大神に対して感謝の意を表した祝い山笠を作って奉納した行事が始まりといわれている。太平洋戦争のため、1938年（昭和13年）から1946年（昭和21年）までは中断されたが、1947年（昭和22年）に再開された。
- 1960年（昭和35年） - 中原小若山笠を新設。
- 1972年（昭和47年） - 戸畑祇󠄀園大山笠振興会が発足（戸畑祇園山笠（文化財）保存委員会、戸畑祇園大山笠運営委員会、戸畑祇園提灯山笠振興会を一本化）[1]。
- 1976年（昭和51年） - 西小若山笠を新設。
- 1980年（昭和55年） - 国の重要無形民俗文化財に指定された。
- 1983年（昭和58年） - 東小若山笠を新設。
- 1984年（昭和59年） - 天籟寺小若山笠を新設。
- 1988年（昭和63年） - 日程が固定日（7月13日 - 15日）から、現在の開催日に変更。
- 2003年（平成15年） - 7月4日　戸畑祇園200年祝賀会開催。
- 2014年（平成26年） - 7月18日　日本夜景遺産に認定された。(歴史文化夜景遺産)[2]
- 2016年（平成28年） - 11月30日　ユネスコの無形文化遺産に「山・鉾・屋台行事」を構成する行事のひとつとして正式登録[3]。
- 2018年（平成30年） - 複数の振興会関係者が特定危険指定暴力団工藤会系組長を祝う宴会に出席していたがことが表面化[4]。
- 2020（令和2年）から2022年（令和4年） - 新型コロナウイルス感染症拡大の影響で大競演会中止[5]。
- 2024年（令和6年） - 天籟寺大山笠・小若山笠が振興会の役員体制を巡る反発から第71回戸畑祇󠄀園大山笠競演会に不参加[6]。競演会は計6基で運行。
- 2025年（令和7年） - 振興会が天籟寺地区に対し、地区同士の信頼関係が揺らいでいて安全上問題があることなどを理由に第72回戸畑祇󠄀園大山笠競演会への参加を依頼せず[7]。競演会では天籟寺地区は小若山笠のみ参加し計7基で運行。

## 概要

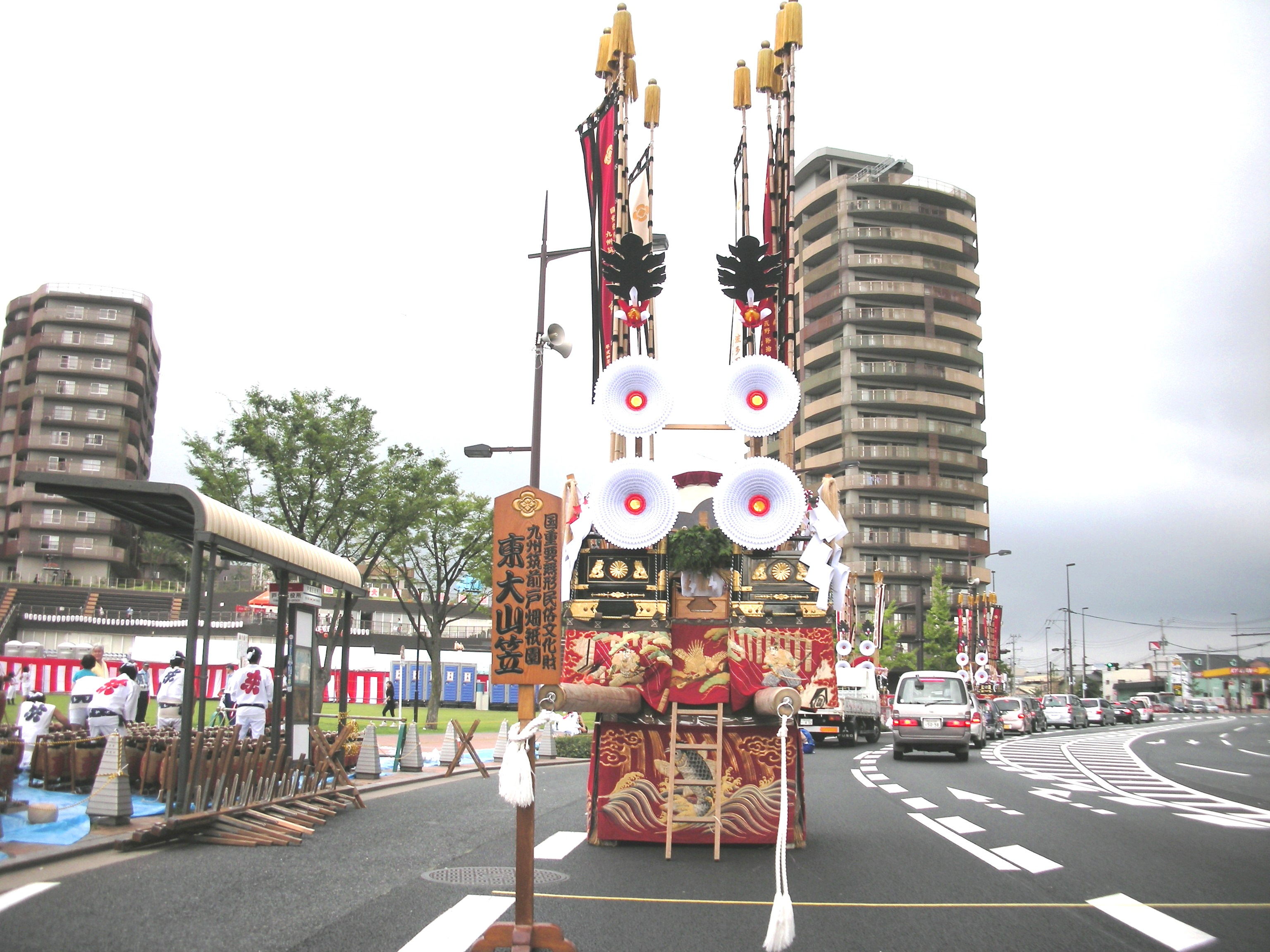
幟大山笠（東大山笠）

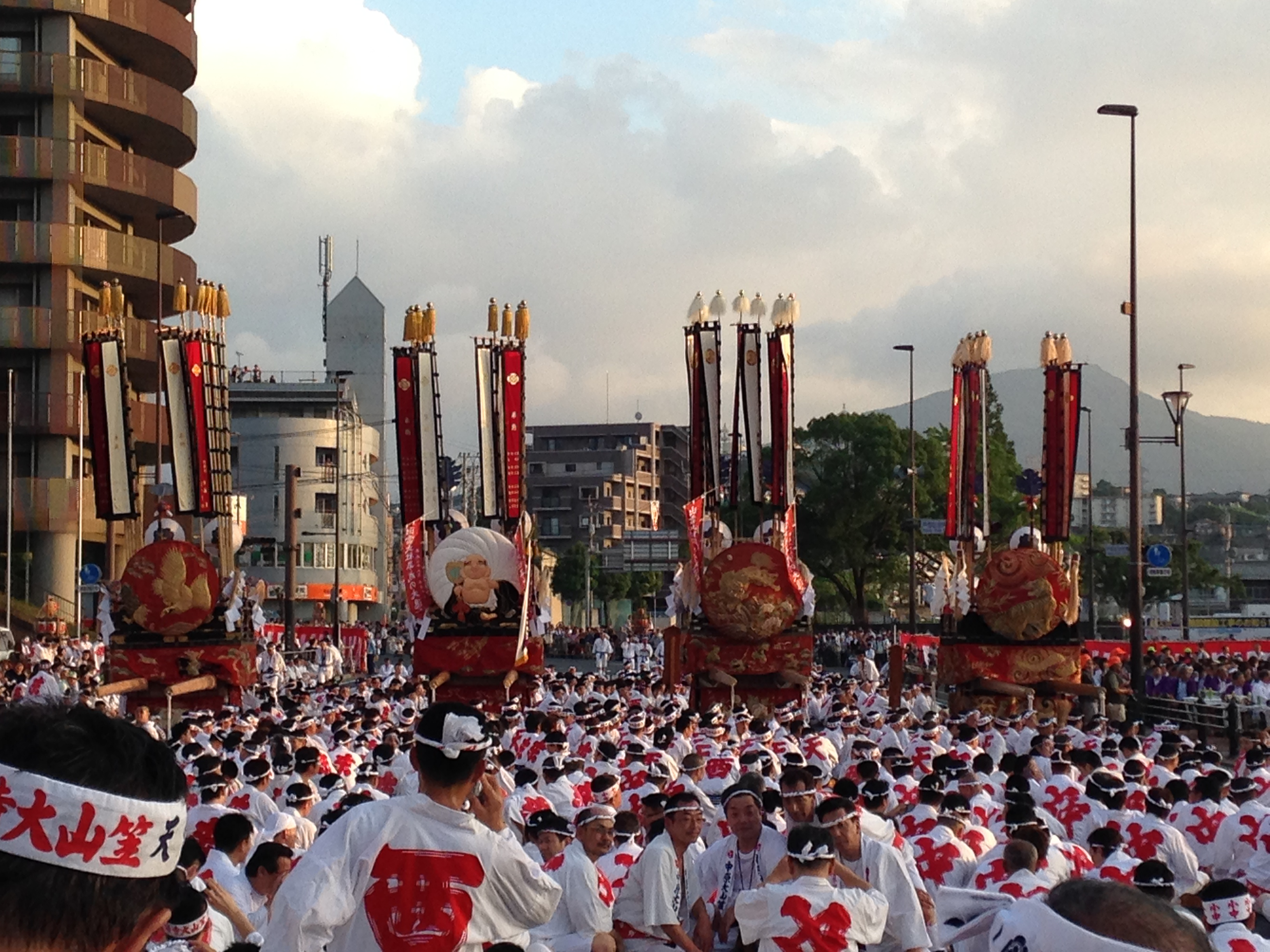
見送り（左から東大山笠　西大山笠　天籟寺大山笠　中原大山笠）

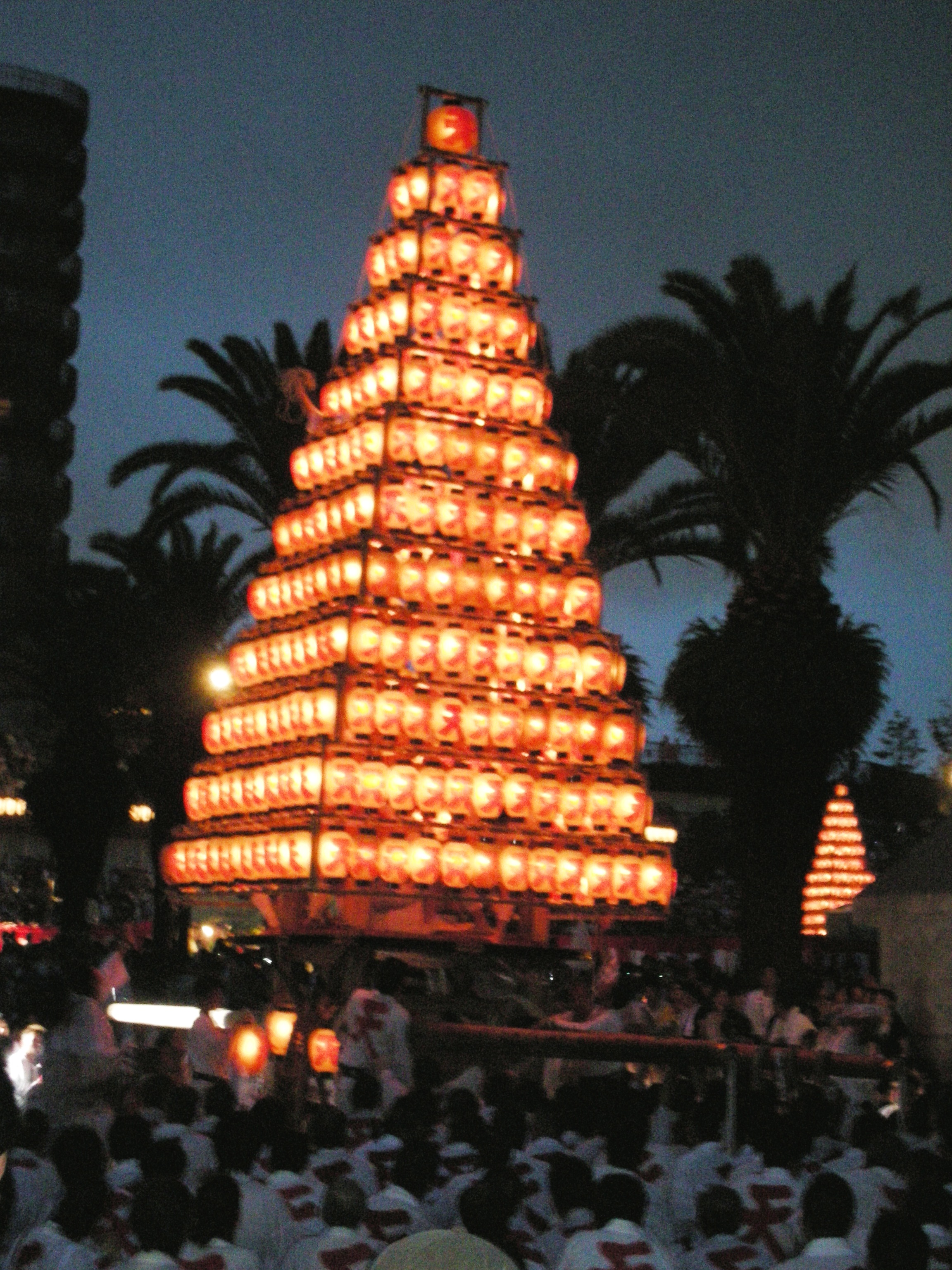
提灯大山笠（天籟寺大山笠）

戸畑区内の4地区（東大山笠…中本町周辺から高峰、浅生地区、西大山笠…西戸畑（戸畑駅北側）・東戸畑（幸町、千防）地区、中原大山笠…沢見、中原地区、天籟寺大山笠…天籟寺、大谷、鞘ヶ谷地区）の氏神様（飛幡八幡宮、恵美須神社、中原八幡宮、菅原神社）を中心に展開し、高校生以上の大人が担ぐ「大山笠」と中学生が担ぐ「小若山笠」の全8基による山笠行事の総称である。女人禁制の祭りであり、7月に入ると各地区の神社に設置される拠点である「宿」も全て男性のみで運営される。
昼山から夜山へと姿を変える祭りは全国にも例がなく、戸畑祇園大山笠の見どころの一つとなっている。
昼の姿 … 幟山
山笠の土台に幕類（水引幕・前掛幕・切幕）と勾欄・幟で装飾され、山笠前面には前花（菊の花をあしらった飾り）、背面には見送り(直径約1.5メートルの円型の台に取り付けられた幕）が飾られている。幕類・見送りはそれぞれの山笠で刺繍の模様が異なる。
見送りの模様はそれぞれ
西大山笠 : 布袋
東大山笠 : 鷲
天籟寺大山笠 : 唐獅子
中原大山笠 : 虎 となっている。
夜の姿 … 提灯大山笠
昼の姿である幟山の装飾を全て取り外し、台座の上に高さ4メートルのやぐらを組み、この上に5段、57個の提灯をつけた高さ約3メートルの角錐型の先端部を一気に担ぎ上げる（通称：五段上げ）。続いて6段目、7段目と順次12段目まで組み上げ、高さ約10メートル、重さ2.5トン、合計309個の提灯をつけたピラミッド型の提灯大山笠が完成する（提灯には各地区の「東」、「西」、「中」、「天」の文字が書かれている）。
なお、一つ一つの提灯には全てロウソクが灯されているため、激しい動きの中で山が傾いて提灯に火がつくことがあれば山方がたたき落として消し、あとを補充する。
60 - 100人で山笠を担ぎ、各山笠が地区の威厳をかけて競う。
それぞれの地区で奉納の儀が異なる。
最終日の天籟寺大山笠の奉納（大上り）は天籟寺通りから菅原神社に至る坂道を一気に駆け上がっていくので、スリリングであり男たちの勇壮さを間近に見ることが出来る。
なお、区内の主な町内に幟山笠や人形山笠の「子供山笠」があり、小学生が参加する。子供山笠には車輪が付いており、綱を付けて子供たちが引っ張る形で運行される（実際は大人が直接山笠を押してコントロールしている）。大山笠同様に、小学生が太鼓・鉦などで祇園囃子を演奏する。

## 祇園囃子
太鼓、鉦、合わせ鉦（チャンプク）、横笛を使った祭囃子があり、山笠運行の際などに奏でられる。お囃子には数種類あり、最も有名なものは山笠運行時の「おおたろう囃子」で、太鼓・鉦・合わせ鉦によって一定のリズムを刻みながら奏でられ、「ヨイトサ、ヨイトサ」の掛け声と共に、かきこ（担ぎ手）の歩みのテンポを合わせる目的も併せ持つ。
- 主なお囃子
  - 居神楽 … 神遷し、すなわち、ご神体を山笠にお移しする時に奏せられる。
  - 大下り … 山笠が神社を出てお汐井汲みに下る時などに奏せられるもので、この曲調に合わせて粛々と進む。
  - おおたろう囃子 … 地域内を山笠が練り歩く時に奏せられる、リズム感のある勇壮なお囃子で、「ヨイトサ、ヨイトサ！」の掛け声が、祭りを最高潮へと導く。
  - 獅子舞 … 山笠行事に入る前に、魔除け、悪魔払いの意味で、道すじ、町中の家々をししが練り歩くときに奏せられる。
  - 大上り … 神社に神納めに帰る時（天籟寺）や、大山笠に神移しのため神社に上る時（東西）に奏する。天籟寺では神社までが坂になっているので、勢いをつけるために「ア　ヨッサ　ヨッサ」の掛け声を入れ、この囃子に「おおたろう囃子」を入れている。

各地区によって祇園囃子は若干違いがあり、その地区にしかないものもある。また、鉦などの音色も地区により若干異なっている。

## スケジュール

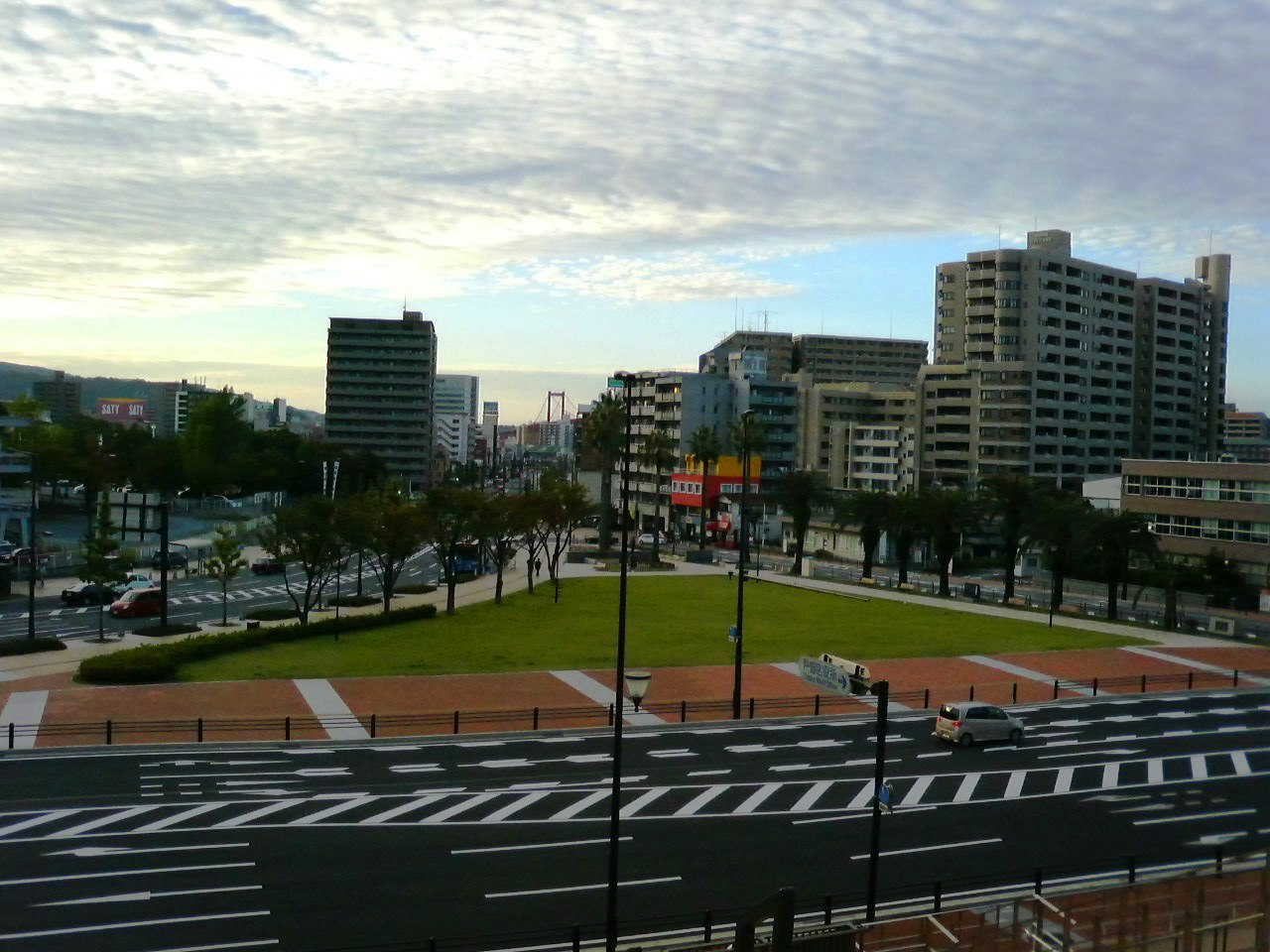
浅生公園（競演会場）

毎年7月第4週の金・土・日曜日に行われる。
金曜日飛幡八幡宮、菅原神社、中原八幡宮にて祭典が行われる。
土曜日各大山笠と小若山笠が飛幡八幡宮に集合し、13時ごろにお祓いを受けた後、神輿とともに洞海湾で「お汐井汲み」と呼ばれる神事をおこなって、海水で山笠の柱と関係者の身体を清め、祭りの安全を祈願する（東・西・天籟寺大山笠）。18時ごろから祭りのハイライトである競演会が行われる。競演会では各山笠が戸畑区役所前にある浅生第1公園を取り巻く道路上を何度も周回し、日没前は幟山笠の状態で運行し、夜になると幟山笠を提灯山笠に変えて運行する。
日曜日最終日は各地区において大山笠・小若山笠が昼は幟山笠、夜は提灯山笠を運行する。